# Вила-Фернанду (Элваш)
Вила-Фернанду (порт. Vila Fernando) — населённый пункт и район в Португалии, входит в округ Порталегре. Является составной частью муниципалитета Элваш. По старому административному делению входил в провинцию Алту-Алентежу. Входит в экономико-статистический субрегион Алту-Алентежу, который входит в Алентежу. Население составляет 353 человека. Занимает площадь 51,27 км².
Покровителем района считается Дева Мария (порт. Nossa Senhora da Conceição).